# فنسنت سيمون
فنسنت سيمون (بالفرنسية: Vincent Simon)‏ (28 سبتمبر 1983 تاهيتي فرنسا - ) هو لاعب كرة قدم فرنسي.

## روابط خارجية
- فنسنت سيمون على موقع الاتحاد الدولي (مؤرشف)  (الإنجليزية)
- فنسنت سيمون على موقع قاعدة بيانات كرة القدم.إي يو (الإنجليزية)
- فنسنت سيمون على موقع ناشيونال فوتبول تيمز (الإنجليزية)
- فنسنت سيمون على موقع Soccerway.com (الإنجليزية)
- فنسنت سيمون على موقع عالم كرة القدم.نت (الإنجليزية)